# Cyrtopogon vulneratus
Cyrtopogon vulneratus är en tvåvingeart som beskrevs av Axel Leonard Melander 1923. Cyrtopogon vulneratus ingår i släktet Cyrtopogon och familjen rovflugor. Inga underarter finns listade i Catalogue of Life.